# Alloway
Alloway (gaeliska Allmhaigh) är en tidigare skotsk by som nu är en förort till Ayr. Den är bäst känd som den plats där Robert Burns föddes och där hans dikt Tam o' Shanter utspelas.
Den gamla byn och dess omgivning införlivades med det dåvarande "Royal Burgh of Ayr" år 1935, och det utvidgade byområdet är nu en förort till Ayr vid floden Doon.

## Robert Burns
Robert Burns födelseplats, känd som "Burns Cottage", finns i Alloway. Huset står nu intill ett museum där originalmanuskript till Burns poesi förvaras. Ett minnesmärke över Burns från artonhundratalet, formgivet av Thomas Hamilton, står i närheten av den nutida kyrkan.
Den näraliggande kyrkoruinen Alloway Auld Kirk och den gamla bron över floden Doon (Brig o' Doon) finns med i dikten "Tam O'Shanter", och är i dag turistattraktioner. Burns far, William Burnes, ligger begravd i den gamla kyrkan. Platsen är belyst med gröna lampor på natten för att ge ett "spöklikt" intryck.
Burns Cottage, Brig o' Doon, Alloway Auld Kirk, de gamla och nya museibyggnaderna, Burnsmonumentet och andra lokala landmärken med koppling till Burns administreras tillsammans som Robert Burns Birthplace Museum av National Trust for Scotland.

## Allmänna parker
Det finns två större parker i Alloway. Den ena, Rozelle, står varje sommar värd för Ayr Flower Show och har ett konstgalleri med olika utställningar genom hela året. Rozelle har också en permanent samling av skulpturer, där ett verk av Henry Moore ingår, liksom en serie granitskulpturer av Ronald Rae. I den andra parken, Belleisle Park, finner man bland annat en golfbana, en muromgärdad trädgård och en lekplats.
Alloway har en "primary school" (ungefär motsvarande låg- och mellanstadieskola) samt bibliotek, postkontor, diversehandel, kyrka, apotek och souvenirbutik.

## Sport
Cricketplanen Cambusdoon New Ground ligger i Alloway på vad som tidigare hette Robertson's Field, och är hemmaplan för Ayr Cricket Club, Ayrs cricketklubb, som grundades 1859. Klubben har hållit till på Cambusdoon sedan 1996, när de flyttade över vägen från den ursprungliga Cambusdoonplanen. Ayr Cricket Club flyttade från Dam Park till den ursprungliga Cambusdoonplanen 1935. Det var sedan deras "hem" i 60 år tills den såldes då man ville bygga bostäder på platsen 1995. Den ursprungliga cricketplanen, där två "first-class"-matcher hade spelats (Skottland mot Irland 1958 och 1974), byggdes på platsen för det gamla Cambusdoon Estate, ett gods som en gång, på artonhundratalet, ägdes av järn- och kolmagnaten James Baird. Bairds ursprungliga Cambusdoon House, som nu är en ruin, gjordes om till pojkskola under senare delen av 1920-talet, och resten av godset runtom cricketplanen exploaterades för bostadsbygge under 1930-talet. Mike Denness, en tidigare kapten för det engelska cricketlandslaget, växte upp i ett av husen vid Shanter Way, intill cricketplanen.
Ayr har också en landhockeyklubb, Ayr Hockey Club, som också har Cambusdoon som hemmaplan, och spelar där på en för ändamålet byggd upplyst konstgräsplan, som också används för fotbollsmatcher med både fem- och elvamannalag. Det finns också en bowlsplan. Cricket-, landhockey- och bowlsklubbarna bildar tillsammans Cambusdoon Sports Club.
Millbrae, hem för Ayrs rugby union-klubb, Ayr Rugby Club, sedan 1964, ligger också i Alloway.

## I närheten
Newark Estate är ett jaktgods för fasan- och rapphönsjakt beläget strax söder om Alloway. Det har varit i familjen Walkers ägo i åtminstone tre generationer.